# Old school hip hop
Old school hip hop (1979-2005) er den første type hip hop, der kom fra New York i 1970'erne og 1980'erne.[kilde mangler] Sammenlignet med new school har old school relativt enkle og langsomme, men dog mere aggressive rytmer. Genren døde i 2006.[kilde mangler]

## Hovedkunstnere
| - Afrika Bambaataa - Busy Bee - Captain Rapp - Cold Crush Brothers - Cowboy - Cybotron - Darkstar - Davy DMX - Dee Dee King - Dimples D. - Disco Daddy & Captain Rapp - DJ Cheese - DJ Dr. Shock - DJ EZ Rock - DJ Flash - DJ Hollywood - DJ Kool - Kool DJ Herc - DJ Matrix - DJ Mike B Hartford, CT - DJ Red Alert - Dr. Dre - Doctor Ice - Doctor Jeckyll and Mr. Hyde - Doug E. Fresh - The Educated Rapper - Eric B & Rakim | - The Fat Boys - Freeez - Fresh Gordon - Full Force - Funky Four Plus One - The Furious Five - The Future MC's - Grandmaster Flash and the Furious Five - Grandmaster Melle Mel - Hashim - Herbie Hancock - Howie Tee - Hurt 'Em Bad - Jimmy Spicer - Juice Crew - Just Ice - K Love - Kangol Kid - Kaos & Mystro - Kid Frost - Kid Solo - Kimberly Ball - King MC and DJ Flash - Knights of the Turntables - Kool Moe Dee - Kurtis Blow - L.A. Dream Team | - Lightnin' Rod - Madrok - Man Parrish - Mantronix - Marley Marl - M.C. Fosty & Lovin' C. - M.C. Shan - THE MEAN MACHINE - The Moments - Newcleus - Next School - Nice & Smooth - Old School Players - P.A.N.I.C. - Paul Hardcastle - Positive Force - Pumpkin - The Rappers Rap Group - Real Roxanne - Rob Base - Rock Master Scott & the Dynamic Three - Rock Steady Crew - Rocky Padilla - Rodney O. - Ron Hudson - Run-DMC - Salt-N-Pepa | - Scor - The Sequence - Shawn Brown - Skinny Boys - Slamm Syndicate - Slick Rick - Soul Sonic Force - Sparky D - Spoonie Gee - Spyder-D - The Sugarhill Gang - Super Nature - Symbolic Three - T La Rock - Timex Social Club - Toddy Tee - Treacherous Three - Triple Threat Three - Trouble Funk - Two-Bigg M.C. - Ultramagnetic MCs - UTFO - West Street Mob - Whodini - Word of Mouth - Young MC - Rapporti Storti |

| Hiphop | Spire Denne hiphop-relaterede artikel er en spire som bør udbygges. Du er velkommen til at hjælpe Wikipedia ved at udvide den. |